# Albín Nasswetter
Albín Nasswetter (21. srpna 1919 Praha – 17. června 1941 nemocnice Dover) byl český stíhací pilot Royal Air Force v období druhé světové války.

## Život

### Před druhou světovou válkou
Albín Nasswetter se narodil 21. srpna 1919 v Praze, ale pocházel z Dolan na Olomoucku z rodiny místního lékaře MUDr. Albína Nasswettera. Mezi lety 1930 a 1936 vystudoval gymnázium a stejně jako jeho otec začal studovat medicínu. Studia ale z důvodu odchodu do zahraničí nedokončil. Věnoval se kluzákovému létání, vlastnil letoun typu EL-KA-II, který pořídil v roce 1937 rozestavěný od Ladislava Koutného a dokončil jej. Přežil v něm i jednu havárii. Absolvoval pilotní výcvik a aeroklubu a další během vojenské služby v Československé armádě.

### Druhá světová válka
Po německé okupaci v březnu 1939 opustil Albín Nasswetter ilegálně Protektorát Čechy a Morava a přes Polsko se dostal do Francie, kde byl prezentován v Paříži 2. října 1939, zařazen do armádního letectva a účastnil se výcviku. Po jejím pádu v červnu 1940 se evakuoval do Spojeného království. Zde byl přijat do Ryal Air Force a po zaškolení na tamní vojenskou techniku byl 22. dubna 1941 zařazen do 1. perutě. Dne 16. června téhož roku se ve svém stroji Hawker Hurricane Mk.IIb Z3460 zúčastnil boje dvou početnějších skupin letadel nad Lamanšským průlivem, během kterého utrpěl vážná zranění a popáleniny. Podařilo se mu opustit letoun, na padáku seskočit do moře a dostat se do nafukovacího člunu. Po zachránění byl převezen do nemocnice v Doveru, kde svým zraněním v noci na 17. června 1941 podlehl. Pohřben byl 21. června na hřbitově u kostela svatého Luka ve Whyteleafe. RAF přišla v daný den o dva stroje, jejichž sestřel si nárokovali němečtí piloti Martin Rysavy a Ernst Jäckel. Který z nich může za smrt Albína Nasswettera není díky nejasnostem v německých záznamech zřejmé. Dosáhl hodnosti četaře.

## Ocenění

### Vyznamenání
- Československý válečný kříž 1939

### Posmrtná ocenění
- Albín Nasswetter byl v roce 1991 in memoriam povýšen do hodnosti plukovníka